# Tyrannochthonius pusillimus
Tyrannochthonius pusillimus är en spindeldjursart som beskrevs av Beier 1951. Tyrannochthonius pusillimus ingår i släktet Tyrannochthonius och familjen käkklokrypare. Inga underarter finns listade i Catalogue of Life.